# NGC 82
NGC 82는 안드로메다자리 방향에 있는 항성이다.